# Ejido Cerro del Tablón
Ejido Cerro del Tablón är en ort i Mexiko.   Den ligger i kommunen Pantepec och delstaten Puebla, i den sydöstra delen av landet, 190 km nordost om huvudstaden Mexico City. Ejido Cerro del Tablón ligger 204 meter över havet och antalet invånare är 175.
Terrängen runt Ejido Cerro del Tablón är kuperad söderut, men norrut är den platt. Runt Ejido Cerro del Tablón är det ganska tätbefolkat, med 58 invånare per kvadratkilometer. Närmaste större samhälle är Venustiano Carranza, 17,5 km öster om Ejido Cerro del Tablón. Omgivningarna runt Ejido Cerro del Tablón är en mosaik av jordbruksmark och naturlig växtlighet.